# 许安琪
许安琪（1992年1月23日—），江苏南京人，祖籍山东莱芜，中国女子击剑運動員。

## 簡歷
许安琪12岁开始练击剑，刚满13岁便在南通首次参加江苏省的比赛。
2007年，许安琪在全国排名赛中名列第四位，更首次參加成年组別的國際赛事。在女子重劍世界杯个人小组赛中，她爆冷以5比1淘汰了曾获悉尼、雅典两届奥运会女重团体冠军的俄罗斯选手奥克萨娜·伊尔马科娃，并以6战5胜的成绩晉級64强，技驚四座。 
2010年，许安琪代表中国出戰廣州舉行的亚洲运动会擊劍比賽女子團體重劍賽事。在與日本對戰的決賽中，18岁的许安琪被安排压阵；但她在急于求胜的心态下連出破绽落敗，痛失金牌。
2012年，许安琪代表中国出戰英國倫敦舉行的奥林匹克运动会擊劍比賽女子團體重劍賽事，并获得冠军。
2016年，许安琪代表中国出战巴西里约热内卢举行的奥林匹克运动会击剑比赛女子重剑个人赛赛事。世界排名第一的许安琪在出战的首轮（32强）比赛中对阵法国选手坎达赛米。最终许安琪以8-15的比分被对手爆冷，无缘晋级下一轮。